# Kris Kross Amsterdam
Kris Kross Amsterdam ist ein niederländisches DJ- und Produzenten-Trio aus Amsterdam. Die Gruppe besteht aus den DJs Jordy und Sander Huisman sowie dem MC Yuki Kempees. Sie mischen EDM und House mit R&B, Hip-Hop, Funk und Soul. Größere Bekanntheit erlangten sie durch ihre Hits Sex mit Cheat Codes und Are You Sure? mit Ty Dolla $ign und Conor Maynard.

## Geschichte

### Gründung und erste Erfolge durch Partys
Kris Kross Amsterdam wurde im Juni 2011 von den Brüdern Jordy und Sander Huisman gegründet. Die beiden beklagten damals, dass die Musik in den Clubs von Amsterdam zu sehr von Techno und House dominiert werden. Sie vermissten die typischen 90er-Sounds.
Um dies zu ändern, veranstalteten sie Partys unter dem Namen „Kris Kross“. Wegen des großen Erfolges der Partys wurden die beiden von nun an unter diesem Namen als DJs gebucht. Sie behielten daraufhin den Namen bei und erweiterten ihn um den Hinweis auf ihre Heimatstadt „Amsterdam“. Kris Kross Amsterdam ist dabei ein Tribut an die 90er Jahre und eine Hommage an das Hip-Hop-Duo Kris Kross, das 1992 mit dem Song Jump einen Hit hatte. Im Sommer 2014 stieß der MC Yuki Kempees zu den DJ-Brüdern und komplettierte so das DJ-Kollektiv.

### Internationaler Durchbruch mitSex
2015 unterschrieben Kris Kross Amsterdam einen Plattenvertrag bei Spinnin’ Records. Kurz darauf erschien ihre erste Single Until the Morning, zusammen mit Choco. Im Februar 2016 veröffentlichten die drei Niederländer zusammen mit dem US-amerikanischen DJ-Trio Cheat Codes den Titel Sex. Dieser enthält im Refrain ein Sample des Salt-n-Pepa-Songs Let’s Talk About Sex. Die Veröffentlichung bedeutete für beide Künstler-Trios den internationalen Durchbruch. Sex stieg in vielen Ländern auf Top-Positionen der Landescharts, darunter in Deutschland bis auf Platz 14, in den Niederlanden sogar auf Platz 2. Außerdem wurde Sex über 400 Millionen Mal auf Spotify gestreamt. Zudem erreichte es die Top 10 der Billboard Hot Dance/Electronic Charts. Durch den Erfolg des Songs spielten Kris Kross Amsterdam in diesem Jahr auf Ibiza und auf vielen bekannten EDM-Festivals, wie dem Amsterdam Dance Event und dem Tomorrowland in Belgien. Auf dem Mysteryland Festival agieren sie als Host ihrer eigenen Stage.

### Jubiläum,Are You Sure?undWhenever

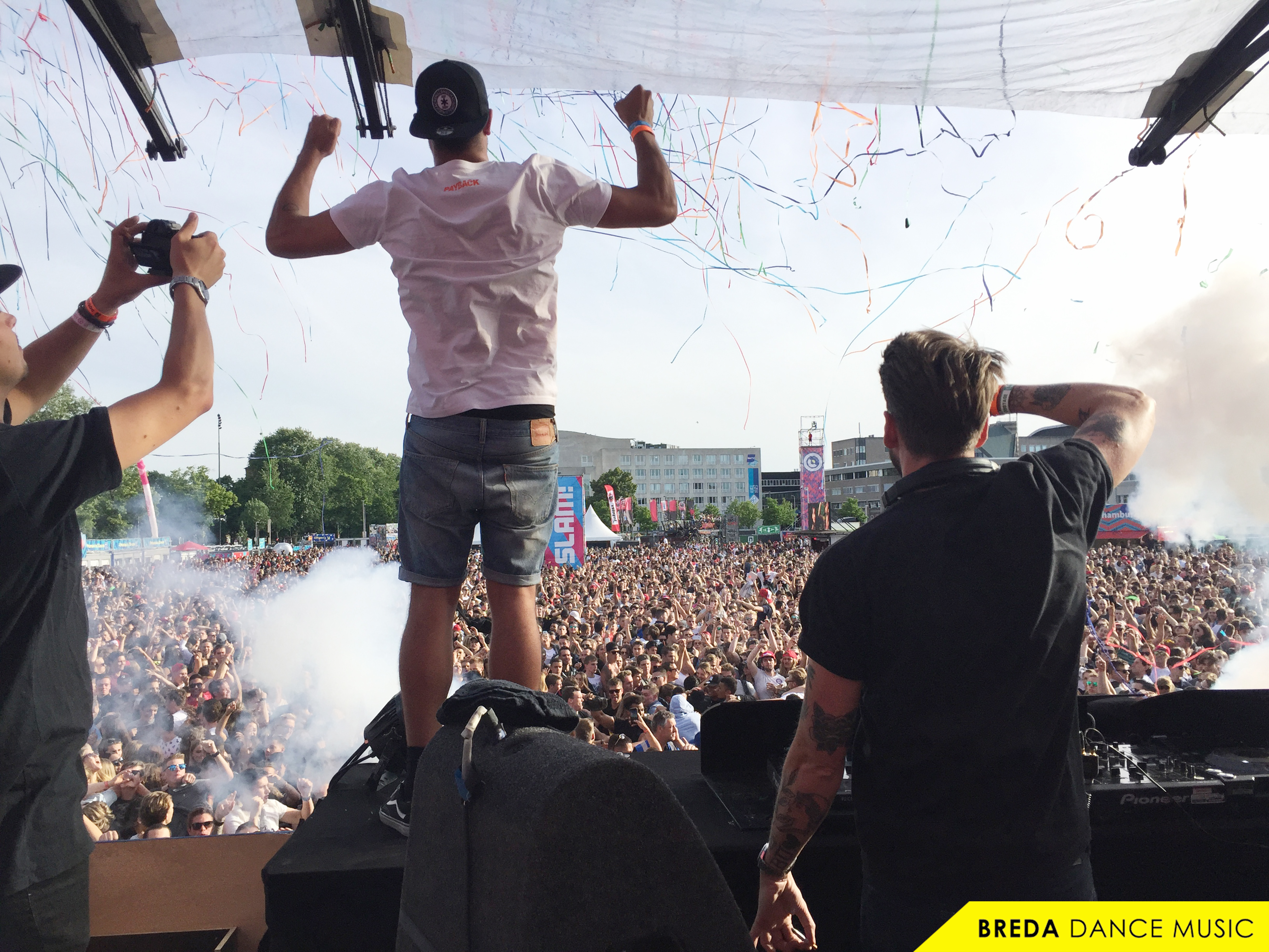
Kris Kross Amsterdam live beim Breda Dance Festival

Im Dezember 2016 feierten Kris Kross Amsterdam ihr fünfjähriges Bestehen mit einer großen Party an verschiedenen Orten, verteilt in ganz Amsterdam. Passend dazu produzierten sie eine Dokumentation mit dem Titel 5 Years, die das Leben der drei Mitglieder zeigt und deren Aufstieg zum international bekannten DJ-Trio. Um diesen Status zu festigen, veröffentlichten sie Ende des Jahres 2016 den Song Are You Sure? mit einer Gesangseinlage von Conor Maynard und einem Rap-Part von Ty Dolla $ign. Auch dieser Song stieg in die Charts ein und wurde über 27 Millionen Mal bei Spotify gestreamt.
Am 22. Juni 2018 veröffentlichte das Trio das Lied Whenever. Hierbei arbeiteten sie wieder gemeinsam mit Conor Maynard. Zusätzlich holten sie den niederländischen Produzenten Lex van Berkel alias The Boy Next Door ins Studio. Hinter dem Song verbirgt sich eine Cover-Version des Latin-Pop-Liedes Whenever, Wherever von Shakira aus dem Jahr 2001. Der Cover-Version gelang der Einstieg in die offiziellen Single-Charts von unter anderem Deutschland, Großbritannien sowie in der Kategorie Dance und Electronic in den USA.
Am 13. September 2018 gelang das Follow-Up Vámonos ins Internet. Hierbei handelt es sich um eine spanischsprachige Latin-Pop-Kollaboration mit der Fifth-Harmony-Sängerin Ally Brooke sowie dem US-amerikanischen Rapper Messiah.

### Erfolg mit Songtexten auf Niederländisch
In den Jahren 2018 und 2019 veröffentlichten Kris Kross Amsterdam mehrere Songs, deren Liedtexte auf Niederländisch eingesungen sind. Dafür arbeiteten sie mit einigen niederländischen Sängern und Rappern zusammen, darunter Kraantje Pappie und Nielson. Mit Hij is van mij („Er gehört mir“) schafften sie es an die Spitze der niederländischen Charts und hielten sich dort 7 Wochen.

## Diskografie

### Singles
| Jahr | Titel Album              | Höchstplatzierung, Gesamtwochen, AuszeichnungChartplatzierungen (Jahr, Titel, Album, Platzierungen, Wochen, Auszeichnungen, Anmerkungen) | Höchstplatzierung, Gesamtwochen, AuszeichnungChartplatzierungen (Jahr, Titel, Album, Platzierungen, Wochen, Auszeichnungen, Anmerkungen) | Höchstplatzierung, Gesamtwochen, AuszeichnungChartplatzierungen (Jahr, Titel, Album, Platzierungen, Wochen, Auszeichnungen, Anmerkungen) | Höchstplatzierung, Gesamtwochen, AuszeichnungChartplatzierungen (Jahr, Titel, Album, Platzierungen, Wochen, Auszeichnungen, Anmerkungen) | Höchstplatzierung, Gesamtwochen, AuszeichnungChartplatzierungen (Jahr, Titel, Album, Platzierungen, Wochen, Auszeichnungen, Anmerkungen) | Anmerkungen                                                                    |
| Jahr | Titel Album              | DE | AT | CH | UK | NL | Anmerkungen                                                                    |
| ---- | ------------------------ | --- | --- | --- | --- | --- | ------------------------------------------------------------------------------ |
| 2016 | Sex –                    | DE14 ×3Dreifachgold · (29 Wo.)DE | AT19 (24 Wo.)AT | CH27 (22 Wo.)CH | UK9 Platin · (24 Wo.)UK | NL2 (19 Wo.)NL | Erstveröffentlichung: 19. Februar 2016 · mit Cheat Codes, US: Gold             |
| 2016 | Are You Sure? –          | — | — | — | — | NL15 (11 Wo.)NL | Erstveröffentlichung: 23. Dezember 2016 mit Conor Maynard feat. Ty Dollar $ign |
| 2018 | Whenever –               | DE46 Gold · (14 Wo.)DE | AT56 (5 Wo.)AT | CH68 (7 Wo.)CH | UK95 (2 Wo.)UK | NL3 (20 Wo.)NL | Erstveröffentlichung: 22. Juni 2018 mit The Boy Next Door feat. Conor Maynard  |
| 2018 | Hij is van mij –         | — | — | — | — | NL1 ×4Vierfachplatin · (23 Wo.)NL | Erstveröffentlichung: 21. Dezember 2018 mit Maan & Tabitha feat. Bizzey        |
| 2019 | Moment –                 | — | — | — | — | NL3 ×4Vierfachplatin · (20 Wo.)NL | Erstveröffentlichung: 17. Mai 2019 mit Kraantje Pappie & Tabitha               |
| 2019 | Ik sta jou beter –       | — | — | — | — | NL15 (15 Wo.)NL | Erstveröffentlichung: 26. Juli 2019 mit Nielson                                |
| 2020 | Loop niet weg –          | — | — | — | — | NL4 ×2Doppelplatin · (16 Wo.)NL | Erstveröffentlichung: 7. Februar 2020 mit Tino Martin & Emma Heesters          |
| 2020 | Mij niet eens gezien –   | — | — | — | — | NL19 (6 Wo.)NL | Erstveröffentlichung: 24. Juli 2020 mit Lil Kleine & Yade Lauren               |
| 2020 | Donderdag –              | — | — | — | — | NL29 Gold · (4 Wo.)NL | Erstveröffentlichung: 23. Oktober 2020 mit Bilal Wahib & Emma Heesters         |
| 2021 | Early in the Morning –   | — | — | — | — | NL3 (20 Wo.)NL | Erstveröffentlichung: 30. April 2021 mit Shaggy & Conor Maynard                |
| 2021 | Alles wat ik mis –       | — | — | — | — | NL7 Platin · (7 Wo.)NL | Erstveröffentlichung: 13. Mai 2021 mit Ronnie Flex & Emma Heesters             |
| 2021 | Increíble –              | — | — | — | — | NL32 (5 Wo.)NL | Erstveröffentlichung: 6. August 2021 mit Rolf Sanchez                          |
| 2021 | Vluchtstrook –           | — | — | — | — | NL2 ×3Dreifachplatin · (24 Wo.)NL | Erstveröffentlichung: 25. November 2021 mit Antoon & Sigourney K               |
| 2022 | Vanavond (uit m’n bol) – | — | — | — | — | NL7 Diamant · (12 Wo.)NL | Erstveröffentlichung: 25. März 2022 mit Donnie & Tino Martin                   |
| 2022 | Adrenaline –             | — | — | — | — | NL6 Platin · (18 Wo.)NL | Erstveröffentlichung: 15. September 2022 mit Ronnie Flex & Zoë Tauran          |
| 2023 | Der Af –                 | — | — | — | — | NL36 (3 Wo.)NL | Erstveröffentlichung: 9. Februar 2023 mit Donnie Roxeanne Hazes                |
| 2023 | How You Samba –          | — | — | — | — | NL1 Platin · (22 Wo.)NL | Erstveröffentlichung: 12. Mai 2023 mit Sofía Reyes & Tinie Tempah              |
| 2023 | Stay (Never Leave) –     | — | — | — | — | NL3 Gold · (22 Wo.)NL | Erstveröffentlichung: 6. Oktober 2023 mit Sera & Conor Maynard                 |
| 2024 | Queen of My Castle –     | — | — | — | — | NL9 Gold · (20 Wo.)NL | Erstveröffentlichung: 26. April 2024 mit Inna                                  |
| 2024 | Vleugels –               | — | — | — | — | NL39 (4 Wo.)NL | Erstveröffentlichung: 5. September 2024 mit Antoon & Zoë Tauran                |
| 2025 | Ze komt uit Amsterdam –  | — | — | — | — | NL28 (… Wo.)NL | Erstveröffentlichung: 12. Juni 2025 mit André Hazes junior & Tabitha           |

Weitere Singles
- 2015: Until the Morning (mit Choco)
- 2017: Gone Is the Night (feat. Jorge Blanco)
- 2018: Vámonos (mit Ally Brooke & Messiah)
- 2019: Ooh Girl (mit Conor Maynard feat. A Boogie wit da Hoodie)
- 2021: Tranen (mit Kraantje Pappie & Pommelien Thijs)

### Remixe
- 2016: DVBBS & Shaun Frank feat. Delaney Jane – La La Land (Kris Kross Amsterdam Remix)
- 2016: David Guetta feat. Zara Larsson – This One’s for You (Kris Kross Amsterdam Remix)
- 2016: Britney Spears feat. G-Eazy – Make Me… (Kris Kross Amsterdam Remix)
- 2017: The Vamps & Martin Jensen – Middle of the Night (Kris Kross Amsterdam Remix)[7]

## Auszeichnungen für Musikverkäufe
| Goldene Schallplatte - Belgien - 2016: für die Single Sex - 2019: für die Single Whenever - 2022: für die Single Tranen - Frankreich - 2024: für die Single Queen of My Castle - Italien - 2021: für die Single Whenever - Neuseeland - 2019: für die Single Whenever - Polen - 2021: für die Single Whenever - Spanien - 2016: für die Single Sex | Platin-Schallplatte - Brasilien - 2024: für die Single Sex - Dänemark - 2019: für die Single Whenever - Frankreich - 2017: für die Single Sex - Italien - 2016: für die Single Sex - Neuseeland - 2017: für die Single Sex - Polen - 2022: für die Single Early in the Morning 2× Platin-Schallplatte - Australien - 2022: für die Single Sex - Dänemark - 2017: für die Single Sex 3× Platin-Schallplatte - Norwegen - 2016: für die Single Sex |

Anmerkung: Auszeichnungen in Ländern aus den Charttabellen bzw. Chartboxen sind in ebendiesen zu finden.
| Land/RegionAuszeichnungen für Musikverkäufe (Land/Region, Auszeichnungen, Verkäufe, Quellen) | Gold       | Platin       | Diamant  | Verkäufe  | Quellen              |
| -------------------------------------------------------------------------------------------- | ---------- | ------------ | -------- | --------- | -------------------- |
| Australien (ARIA)                                                                            | —          | 2× Platin2   | —        | 140.000   | aria.com.au          |
| Belgien (BRMA)                                                                               | 3× Gold3   | —            | —        | 45.000    | ultratop.be          |
| Brasilien (PMB)                                                                              | —          | Platin1      | —        | 60.000    | pro-musicabr.org.br  |
| Dänemark (IFPI)                                                                              | —          | 3× Platin3   | —        | 270.000   | ifpi.dk              |
| Deutschland (BVMI)                                                                           | 2× Gold2   | Platin1      | —        | 800.000   | musikindustrie.de    |
| Frankreich (SNEP)                                                                            | Gold1      | Platin1      | —        | 233.333   | snepmusique.com      |
| Italien (FIMI)                                                                               | Gold1      | Platin1      | —        | 85.000    | fimi.it              |
| Neuseeland (RMNZ)                                                                            | Gold1      | Platin1      | —        | 45.000    | radioscope.co.nz     |
| Niederlande (NVPI)                                                                           | 3× Gold3   | 16× Platin16 | Diamant1 | 1.570.000 | nvpi.nl              |
| Norwegen (IFPI)                                                                              | —          | 3× Platin3   | —        | 120.000   | ifpi.no              |
| Polen (ZPAV)                                                                                 | Gold1      | Platin1      | —        | 75.000    | olis.pl              |
| Schweden (IFPI)                                                                              | —          | 4× Platin4   | —        | 160.000   | sverigetopplistan.se |
| Spanien (Promusicae)                                                                         | Gold1      | —            | —        | 20.000    | elportaldemusica.es  |
| Vereinigte Staaten (RIAA)                                                                    | Gold1      | —            | —        | 500.000   | riaa.com             |
| Vereinigtes Königreich (BPI)                                                                 | —          | Platin1      | —        | 600.000   | bpi.co.uk            |
| Insgesamt                                                                                    | 14× Gold14 | 35× Platin35 | Diamant1 |           |                      |